# Famille de Blic
La famille de Blic est une famille subsistante d'ancienne bourgeoisie française, originaire de Bézu-la-Forêt, dans l'Eure, puis établie en 1783 à Échalot, en Côte-d'Or.
Jusqu’au milieu du XXe siècle la famille de Blic compte quelques officiers militaires. Elle compte aujourd’hui des membres dans un large éventail de secteurs : industriel, commercial, milieu universitaire, culturel, sportif, humanitaire, ou professions libérales.

## Histoire
La famille de Blic est originaire de l'Irlande. Elle passe en France vers la fin du XVIIe siècle, suivant le roi d'Angleterre, Jacques II. Ses membres s'établissent dans un premier temps aux Andelys, en Normandie.

### De l'Ancien Régime à la Première République

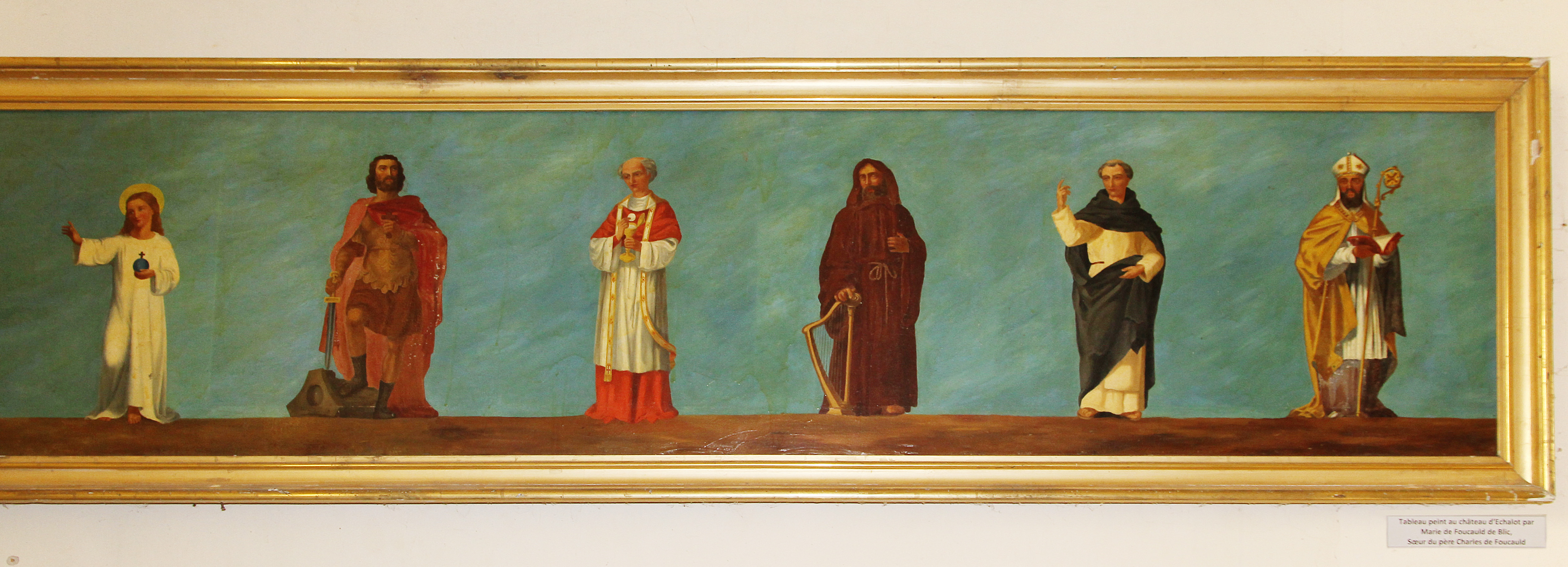
Extrait d'un tableau peint par Marie de Foucault, épouse de Blic, dans l'église d'Échalot.

Blaise Leblic († 1684), laboureur à Bézu-la-Forêt, dans l'Eure, est le premier membre de la famille authentifié. Son fils Antoine, né en 1668, achète une charge de garde pour le roi en la forêt de Lyons.
Philippe de Blic (1744-1823) fait toute sa carrière militaire au régiment d'Artois infanterie, où il devient lieutenant-colonel. En 1783, alors capitaine, il épouse Élisabeth de Chastenay, dont la famille est originaire de Lorraine. C’est avec ce mariage qu’il s'établit au château d'Échalot, en Côte-d'Or, la famille de Chastenay y possédant la terre. La famille de Blic est restée depuis implantée à Échalot. Philippe de Blic prend part aux assemblées de la noblesse à Châtillon-sur-Seine (près d’Échalot) en 1789, ce qui n'est pas considéré comme un acte recognitif de noblesse. Au début du Consulat, Philippe de Blic devient en 1800 le premier président du conseil général de Côte-d'Or.

### De la Restauration à nos jours
Au début du XIXe siècle, Eugène Eusèbe de Blic (1790-1875), fils de Philippe de Blic, sert dans les chevau-légers du roi Louis XVIII.
Dans la seconde moitié du XIXe siècle, Marguerite de Blic (1833-1921), née Marguerite de Gravier, catholique fervente, est cofondatrice des pèlerinages nationaux de Lourdes, et cofondatrice de la Congrégation des petites sœurs dominicaines garde-malades des pauvres.
Raymond de Blic (1852-1938), entré à la Société générale dont il dirigera l'agence de Nice, se marie en 1884 avec Marie de Foucauld (1861-1922), sœur cadette (et unique sœur) de Charles de Foucauld. Une correspondance entre celui-ci et la famille a été conservée. Constituant un témoignage historique précieux, la correspondance a depuis été publiée, et est aujourd'hui conservée à la BNF (voir Bibliographie).
Au XXe siècle, la famille donne de nouveau plusieurs officiers dans l’armée. On peut citer notamment le contre-amiral Charles de Blic, et le chef d'escadron Emmanuel de Blic, engagés dans la Première Guerre mondiale et dans la Seconde Guerre mondiale.
La famille de Blic compte sept membres décorés de l'ordre national de la Légion d'honneur.

## Liens de filiation entre les personnalités notoires
La filiation de la famille de Blic peut être établie de la manière suivante :
- Antoine Leblic, épouse Marie du Hamel.
  - Blaise Leblic (1640-1681) épouse Louise Lefebvre (1630-1685).
    - Antoine Leblic (1668-1711), forestier, épouse le 17 octobre 1690, Marguerite Lamaury (1658-1728).
      - Antoine-Nicolas Le Blic (1692-1766), officier dans l’intendance militaire, épouse le 6 octobre 1735, Marie-Catherine Desroys du Roure (1699-1770).
        - Philippe de Blic (1744-1823), lieutenant-colonel, engagé toute sa carrière au régiment d'Artois infanterie, chevalier de l’ordre royal et militaire de Saint-Louis, premier président du conseil général de la Côte-d'Or (1800-1801). Il épouse le 20 novembre 1783, Élisabeth de Chastenay (1752-1826). Par son mariage il devient propriétaire du château d’Échalot, où il installe définitivement la famille.
          - Eusèbe de Blic (1790-1875), officier de cavalerie dans les chevau-légers du roi, maire d’Échalot, épouse le 29 novembre 1813, Eugénie Grandet de la Vilette (1797-1829).
            - Philippe Emmanuel de Blic (1820-1888), polytechnicien, officier de l'artillerie navale. Il épouse le 11 septembre 1849, Louise Denise Clérel de Tocqueville (1830-1889).
              - Hervé de Blic (1850-1924), centralien, ingénieur à la Compagnie des Chemins de Fer du Nord. Il quitte ensuite la Métropole pour l’Algérie, où il dirige la construction de plusieurs lignes pour la Compagnie Bône Guelma. Il épouse le 14 avril 1880, Édith Marey-Monge (1860-1935).
                - Emmanuel de Blic (1881-1961), chef d'escadron, nommé en 1920 chevalier de l'ordre national de la Légion d'honneur, Croix de guerre 1914-1918, maire de la commune d'Échalot durant vingt ans, et membre du conseil général de la Côte-d'Or ; il épouse le 24 juin 1908, Marie Courcelle (1885-1971)[LH 1].
                  - Jean de Blic (1911-1998), épouse le 18 mai 1937, Yvonne de Renty (1912-2007).
                    - Arnaud de Blic, docteur en chimie, épouse Madeleine Herman : Madeleine Herman de Blic, personnalité humanitaire, chevalier de l'ordre national de la Légion d'honneur en 2013[LH 2].
                      - Delphine de Blic (1973)[4], réalisatrice de documentaires[5], diplômée de l'École nationale supérieure Louis-Lumière.

                  - Bernard de Blic (1913-1988[6]) épouse Denyse de Mollerat du Jeu (1921-2019[7]).
                    - Jacques de Blic, docteur en médecine, chef de service hospitalier à l’hôpital Necker. Il épouse Carine Letrange, docteure en médecine[8],[a].

                - Jacques de Blic (1887-1948), prêtre jésuite et théologien, professeur à l'Institut catholique de Paris, puis à la Faculté de théologie de Lille[b],[9].
                - René de Blic (1888-1916), inspecteur des finances, sous-lieutenant de réserve au 17e régiment de dragons, mort pour la France[10],[11].
                - Philippe de Blic (1890-1914), enseigne de vaisseau, puis religieux jésuite, mort pour la France à Nieuport (Belgique)[12], nommé en 1914 chevalier de l'ordre national de la Légion d'honneur[LH 3].
                - Hubert de Blic (1903-1940), religieux, professeur à Montréal, mort pour la France à Croutoy (Oise).

              - Françoise de Blic (1851-1923) épouse le 15 septembre 1872 Henri Lucas de Couville (1824-1899)[c].
              - Raymond de Blic (1852-1938), directeur de la Société Générale de Nice, épouse le 30 décembre 1884, Marie de Foucauld (1861-1922), sœur de Charles de Foucauld.
                - Maurice de Blic (1885-1945), ingénieur chimiste, diplômé de l'Institut chimique de Nancy. À la mobilisation générale de 1914, il est engagé comme officier d'infanterie, et sera fait prisonnier. Il épouse le 3 juin 1919, Marie Mecthilde de Rozières (1895-1984).
                  - Pierre de Blic (1920-1997), prêtre catholique.
                  - Raymond de Blic, épouse Yvonne de Bellaigue.
                  - Paul de Blic (1923-2017), résistant, puis prêtre catholique[13] et aumônier militaire[14], engagé dans de nombreuses activités associatives. En 2006, il est nommé chevalier de l’Ordre national du Mérite.
                  - Régis de Blic (1927-1978), prêtre catholique[15], religieux o.praem.
                  - Philippe de Blic (1928-1993)[16] épouse le 25 juin 1953, Nicole Monroe[17].
                    - Hubert de Blic (1955[18]) épouse Marie Seydoux[8], inspectrice de l'action sanitaire et sociale[d].

                - Charles de Blic (1887-1965), contre-amiral, promu en 1952 commandeur de l'ordre national de la Légion d'honneur, Croix de guerre 1914-1918, Croix de guerre 1939-1945 ; il épouse le 1er juin 1918, Nicole Meffre (1896-1997)[LH 4].
                  - Olivier de Blic (1922-2022), Capitaine de corvette, chevalier de l'ordre national de la Légion d'honneur, Croix de guerre 1939-1945, croix de guerre des Théâtres d'opérations extérieurs, membre de la Société des Cincinnati ; il épouse le 2 juin 1951, Suzanne George de La Massonnais (1928).
                  - Bertrand de Blic (1930 – 2012), épouse le 23 avril 1962, Nicole de Roquemaurel (1937), historienne de l'art, conservateur des antiquités et objets d'art du département des Yvelines, membre de l'Académie des sciences morales, des lettres et des arts de Versailles et d'Île-de-France[19],[e].

                - Édouard de Blic (1894-1916), officier de marine, chevalier de la Légion d'honneur, mort pour la France[20],[21].

              - Eugène de Blic (1855-1930), épouse le 21 novembre 1889, Madeleine Darfeuille (1870-1894).
                - Yvonne de Blic (1891-1967), infirmière-major, pionnière du guidisme catholique en Provence, commissaire régionale de la 13e région Guides de France[f],[22].
                - Robert de Blic (1892-1941), ingénieur diplômé de l'École supérieure d'électricité, nommé en 1933 chevalier de l'ordre national de la Légion d'honneur. Il épouse en 1924, Chantal Courtot de Cissey (1903-1989).  Mort pour la France en 1941[LH 5].
                  - Alain de Blic (1927-2003) épouse le 19 mai 1955, Marie-Thérèse Armilhon[18] (1930-2020).
                    - Benoît de Blic (1966[18]), épouse Linda Plançon, puis Natacha Karbowsky.
                      - Théo de Blic (1994), champion du monde de parapente, pilote professionnel de parapente et paramoteur, membre de l'équipe de France.

                  - Michel de Blic (1929-2009)[23] épouse Isabelle Frévol[8].
                    - Guillaume de Blic (1968), directeur général France et Europe de l’Ouest du groupe Lacoste[24], diplômé de l’IAE d'Aix-Marseille. Il épouse Carole Recher, docteure en médecine.
                    - Damien de Blic (1972)[8], maître de conférences en science politique, docteur en sociologie, directeur des Presses Universitaires de Vincennes, auteur de nombreux ouvrages[25]. Le 2 mai 1998, il épouse Anne de Labrusse, chef de cabinet du ministre des Affaires étrangères.

              - Élisabeth de Blic (1857-1949) épouse Paul-Armand de Pasquier de Franclieu (1843-1918), lieutenant de vaisseau, fils du sénateur inamovible Paul de Pasquier de Franclieu.
              - Madeleine de Blic (1860-1885) épouse en 1881 le contre-amiral Louis Borel de Brétizel (1843-1932).

            - Maurice de Blic (1828-1904), saint-cyrien, capitaine de la garde mobile de la Côte-d'Or, nommé en 1870 chevalier de l'ordre national de la Légion d'honneur[LH 6]. Il épouse le 8 avril 1856, Marguerite de Gravier : Marguerite de Blic (1833-1921), fondatrice d'œuvres catholiques.

## Portraits

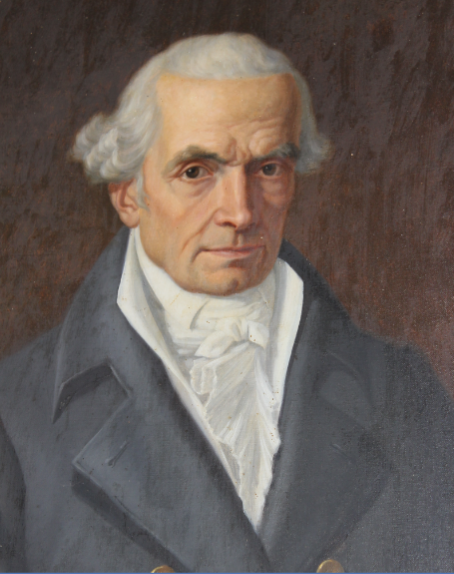
Philippe de Blic, lieutenant-colonel au régiment d'Artois, président du Conseil général de la Côte-d'Or
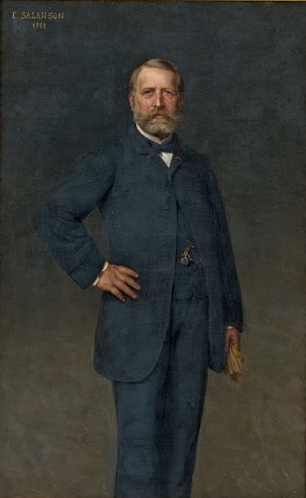
Maurice de Blic, capitaine de la garde mobile de la Côte-d'Or
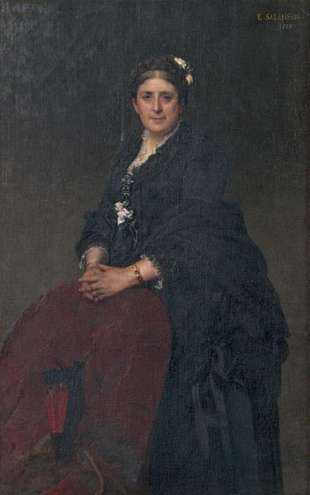
Marguerite de Blic, née Marguerite de Gravier
Charles de Blic avec son oncle et parrain, Charles de Foucauld, à Barbirey.
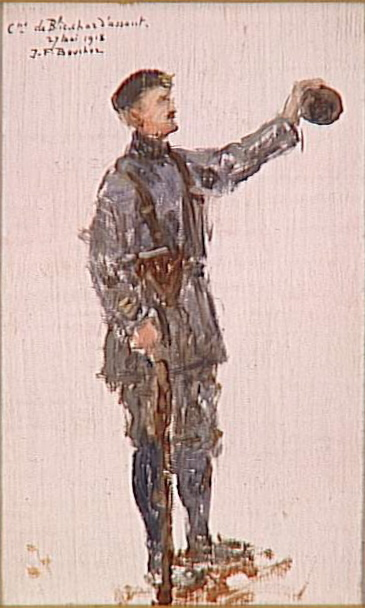
Emmanuel de Blic en 1918, alors chef d'escadron, par Bouchor.
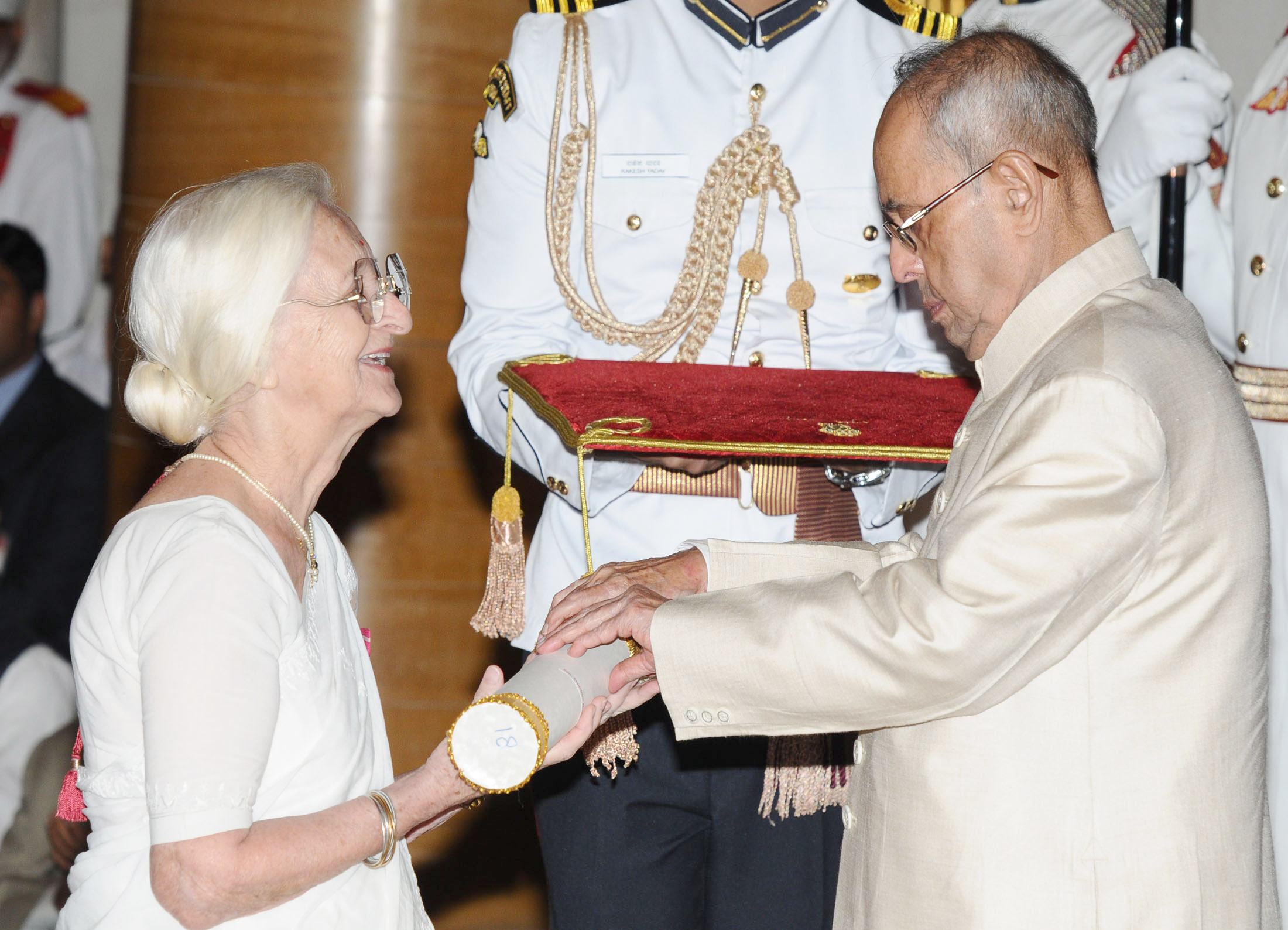
Le président indien, Shri Pranab Mukherjee, remettant le prix Padma Shri à Shrimati Madeleine Herman de Blic, lors d'une cérémonie d'investiture civile, à Rashtrapati Bhavan (New Delhi), le 12 avril 2016.
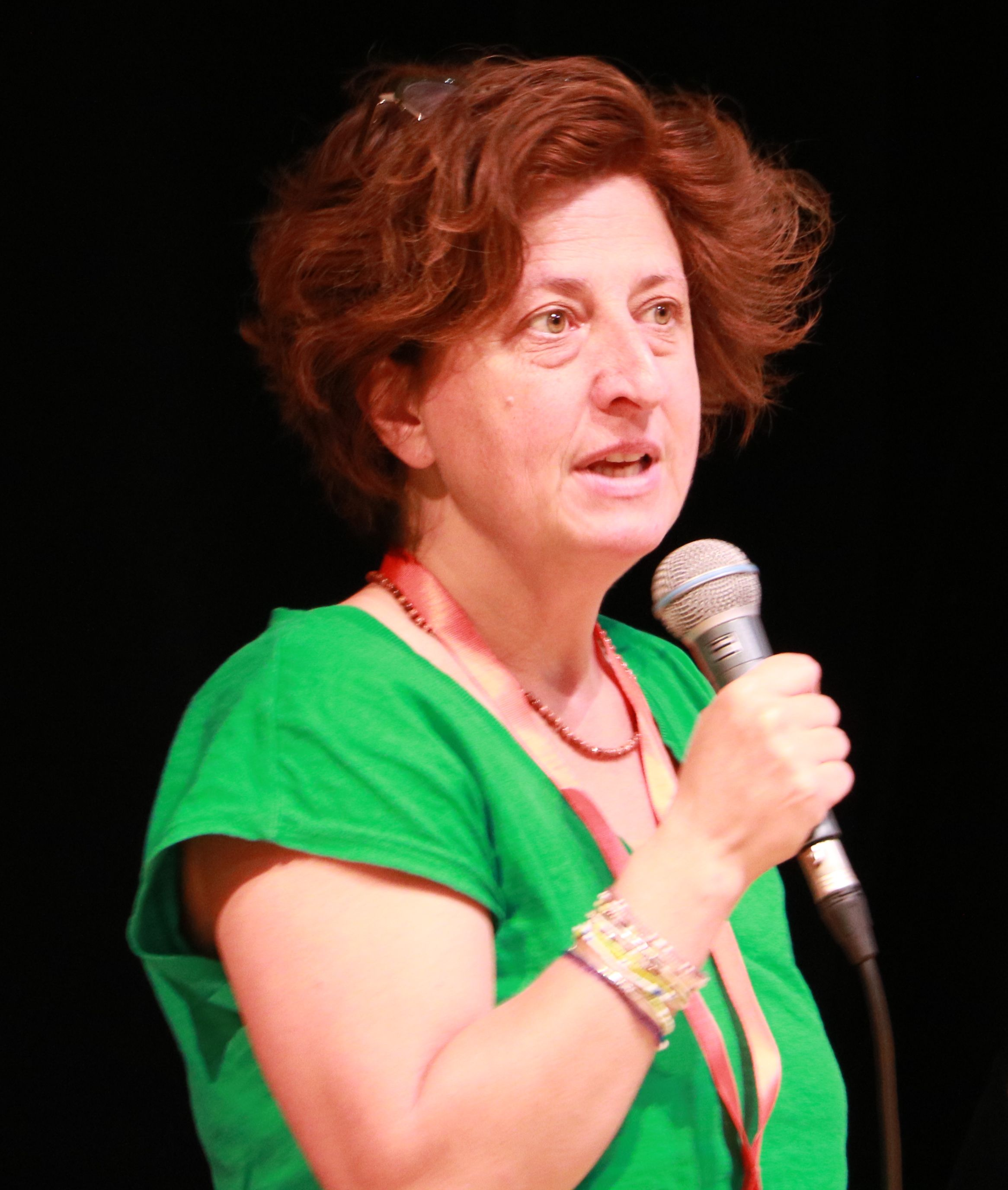
Delphine de Blic au Festival Résistances, à Foix, en 2022.
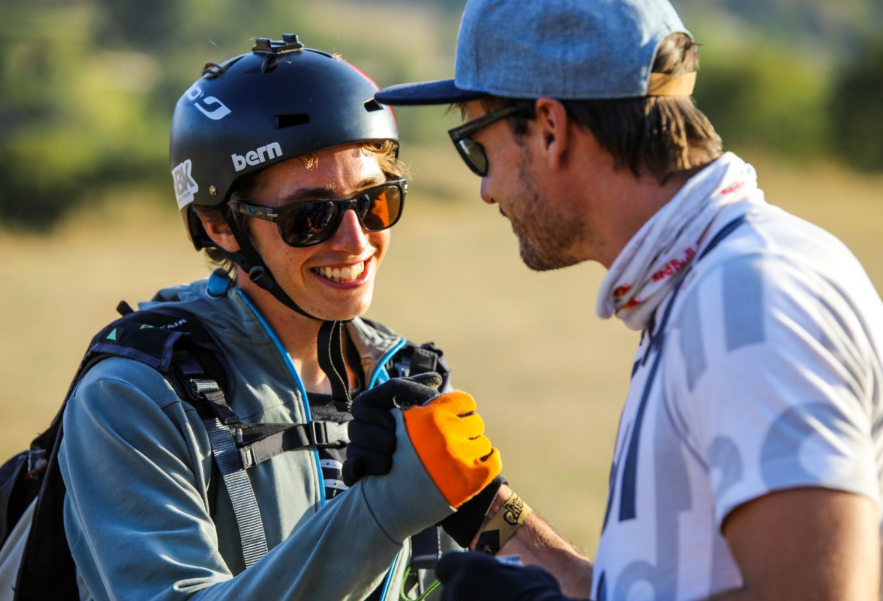
Théo de Blic en compétition internationale de parapente en 2017, en Catalogne.

## Châteaux et demeures
- Château d'Échalot, situé à Échalot, en Côte-d'Or (Bourgogne-Franche-Comté)
- Château de Tournemire, situé à Montaut-les-Créneaux (Occitanie)

Les demeures suivantes ont appartenu à la famille, avant d’être revendues, ou de faire l’objet d’un don à la commune :
- Château de Barbirey, en Côte-d'Or
- Château de Pommard, en Côte-d'Or
- Villa Fragonard, demeure historique du peintre, située à Grasse (Provence-Alpes-Côte d'Azur)

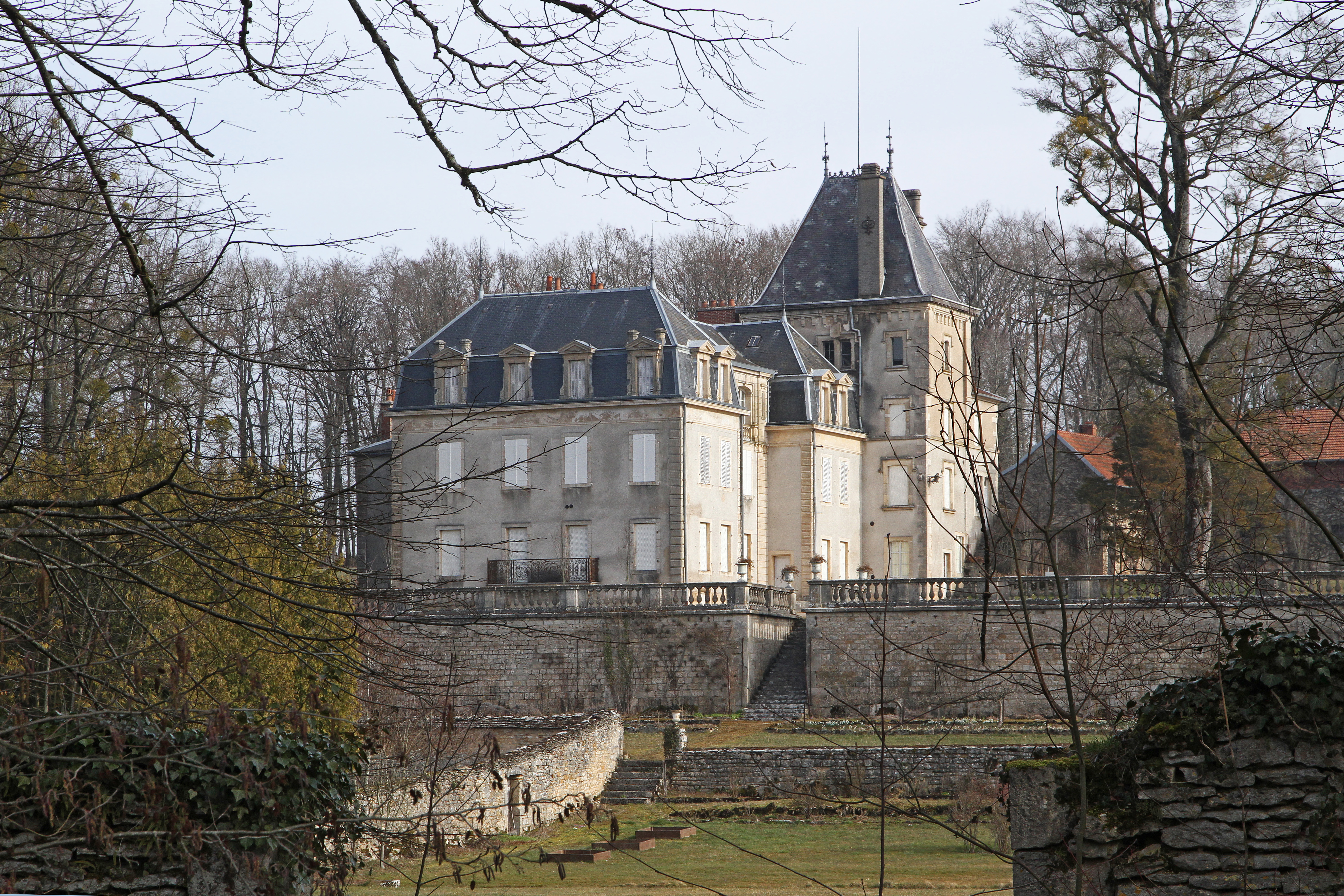
Le château d'Échalot
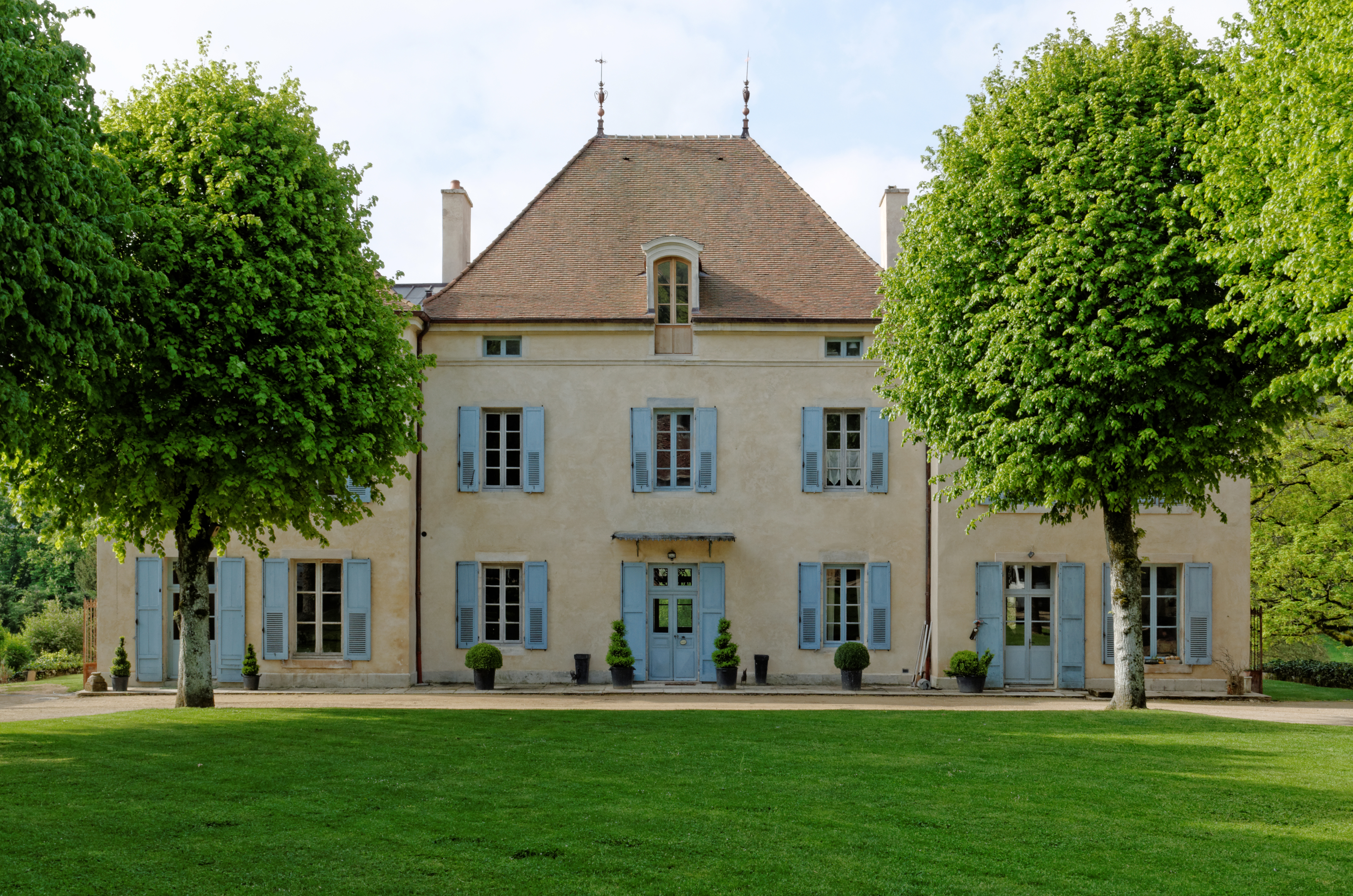
Le château de Barbirey
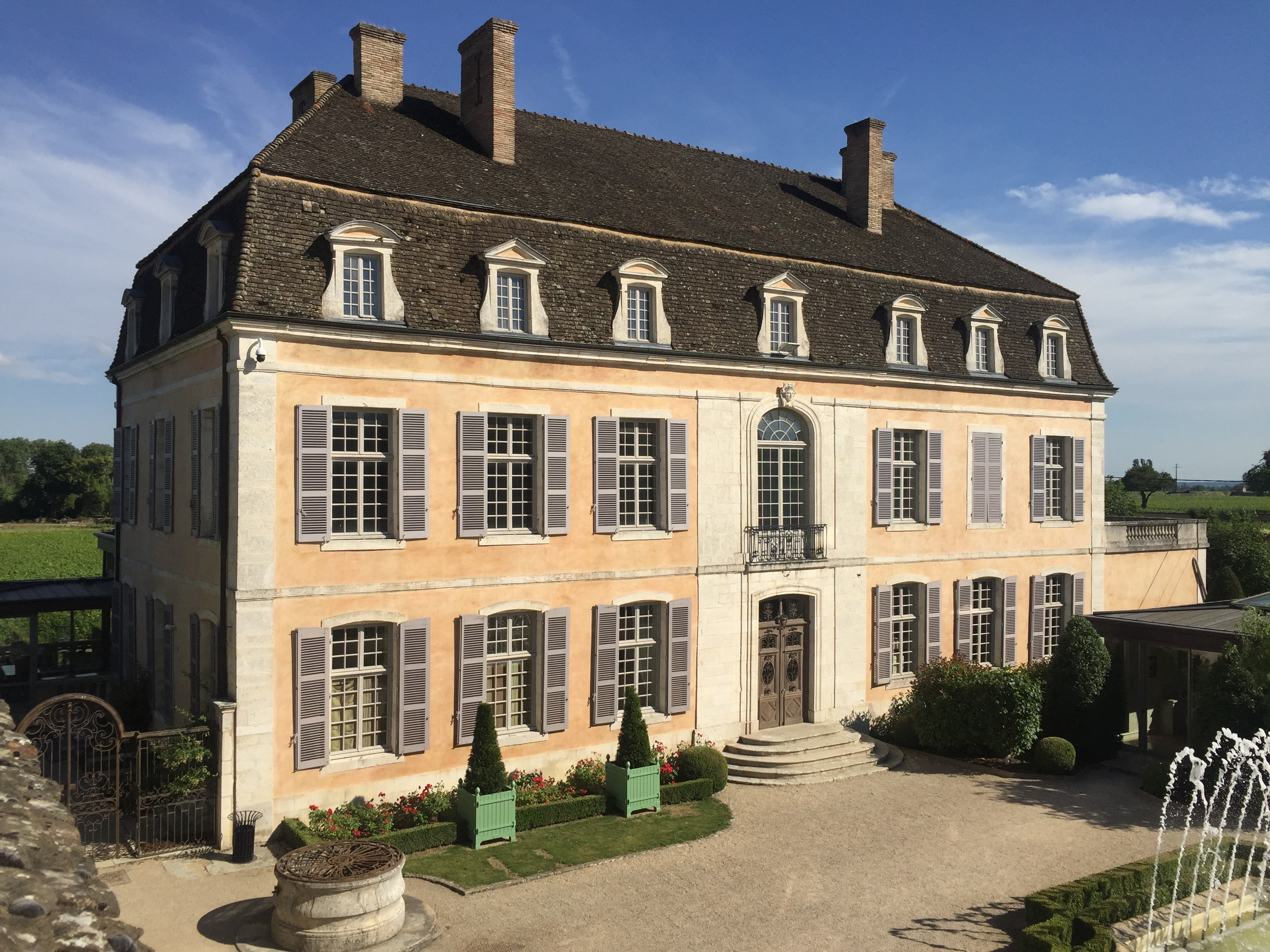
Le château de Pommard
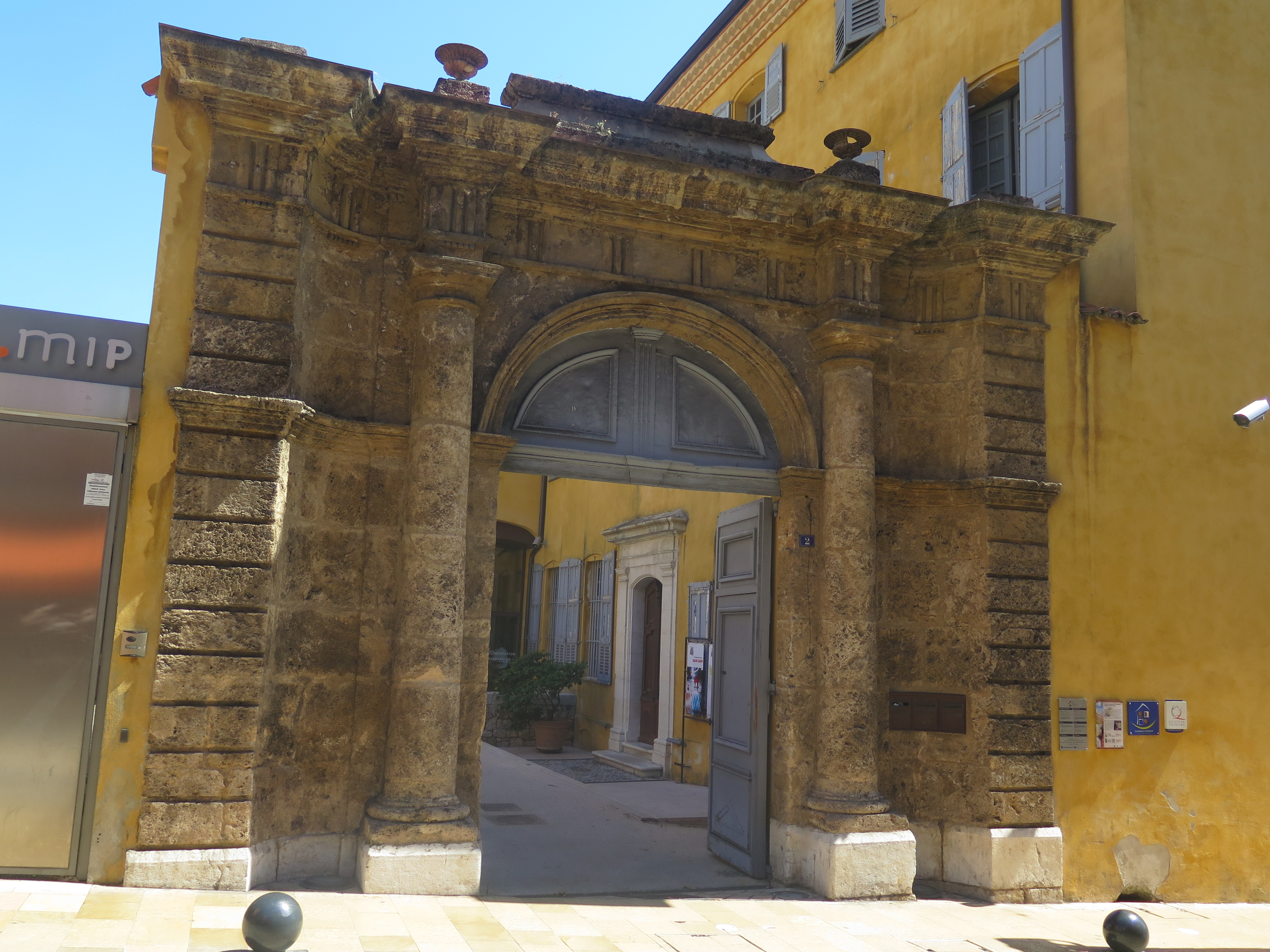
La Villa Fragonard

## Armoiries
La famille de Blic porte d'azur à une bande d'argent, chargée de trois roses de gueules.

## Titre
L'aîné de la famille de Blic porte, par courtoisie, depuis la Restauration, le titre de comte de Blic.

## Alliances
Les principales alliances de la famille de Blic sont :

Lamoury (v.1690), des Roys (1735), de Chastenay (1783), Grandet de La Vilette (1813), de Montagu (1841, v.1950), Clérel de Tocqueville (1849), de Gravier (1856), Lucas de Couville (1872), Pasquier de Franclieu (1878), Marey-Monge (1880), Borel de Bretizel (1881), de Foucauld de Pontbriand (1884), Darfeuille (1889), Courcelle (1908, 1917), Meffre (1918), de Rozières (1919), Tardif d'Hamonville (1920), Courtot de Cissey (1924), Burin des Roziers (1932), de Renty (1937, 1945), de Mollerat du Jeu (1946), de Béchillon Boraud (1948), Germain de Montauzan (1950), de Bellaigue de Bughas (1950), George de La Massonais (1951), Monroe (1953), Armilhon (1955), de Roquemaurel (1962), Fernex de Mongex (1963), Roch-Congar (1965), Borgeaud (1965), Herman (1968), Marx (1972), de Cools (1977), de Portier de Villeneuve (1977), Bouchard (1980), Seydoux (1982), Saint-Georges Chaumet (1984), Besse (1985), Toutain (1985), Sevray (1986), Kroell (1986), Girard (1986), Gosset-Grainville (1987), du Cauzé de Nazelle (1988), Vignaud (1988), Boudoux d'Hautefeuille (1988), Malpelet (1989), de Labrusse (1998), Brunet (2004), Sass (2008), de Lorgeril (2013), Dorville (2014), Michon (2017), Gaillard de Saint-Germain (2018).